# Mai 1989
Portal Geschichte | Portal Biografien | Aktuelle Ereignisse | Jahreskalender | Tagesartikel

◄ |
19. Jahrhundert |
20. Jahrhundert
| 21. Jahrhundert

◄ |
1950er |
1960er |
1970er |
1980er
| 1990er | 2000er | 2010er | ►

◄ |
1985 |
1986 |
1987 |
1988 |
1989
| 1990 | 1991 | 1992 | 1993 | ►

◄ |
Februar 1989 |
März 1989 |
April 1989 |
Mai 1989 |
Juni 1989 |
Juli 1989 |
August 1989 |
►
Dieser Artikel behandelt aktuelle Nachrichten und Ereignisse im Mai 1989.

## Tagesgeschehen

### Montag, 1. Mai 1989
- Berlin/Deutschland: In der DDR wird bei den Feierlichkeiten zum Tag der Arbeit einmal mehr u. a. das „unverbrüchliche Bündnis“ der Republik zur Sowjetunion und zu allen Staaten des sozialistischen Lagers betont. Zugleich entfernen Mitarbeiter des Ministeriums für Staatssicherheit geheim angebrachte Plakate, die das Konterfei der politischen Führungsfigur der Sowjetunion Michail Gorbatschow zeigen. Der zuständige Minister Erich Mielke betrachtet Sympathiebekundungen für den „Reformer“  Gorbatschow als provokativen Akt.[1]
- Berlin/Deutschland: Am Abend und in der Nacht zum 2. Mai kommt es in Berlin-Kreuzberg zu Hausbesetzungen, Plünderungen und Sachbeschädigung zumeist durch Mitglieder der linksradikalen Szene. Außerdem werden 346 Polizisten bei Krawallen verletzt.[2][3]
- Pjöngjang/Nordkorea: Am ersten Tag der Weltfestspiele der Jugend und Studenten wohnen 150.000 Zuschauer der Eröffnung des neuen Stadions Erster Mai bei, des größten Stadions der Welt. An den Spielen nimmt auch Lim Su Kyung aus Südkorea teil, obwohl ihr Staat eine Reise in den Norden als „Flucht in feindliches Territorium“ betrachtet. Su Kyung sieht in ihrer Aktion einen „persönlichen Beitrag“ zur koreanischen Wiedervereinigung.[4]
- Stockholm/Schweden: Die Sowjetunion wird Eishockey-Weltmeister durch einen 5:1-Sieg gegen die Mannschaft des Gastgebers.[5]

### Dienstag, 2. Mai 1989

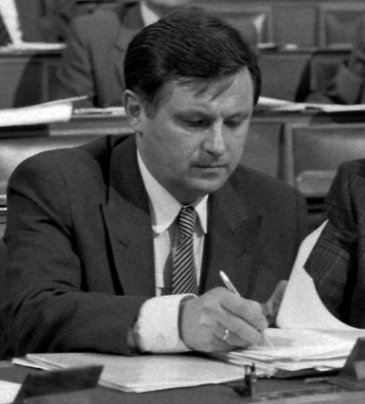
Miklós Németh

- Ungarn: Außenminister Gyula Horn und Österreichs Außenminister Alois Mock begeben sich zu dem Signalzaun im ungarischen Grenzgebiet zu Österreich. Die Erlaubnis zu dessen Demontage erhielt Ministerpräsident Miklós Németh vom sowjetischen De-Facto-Staatsoberhaupt Michail Gorbatschow im März. In Folge dieser Erlaubnis war der betreffende Zaun nach Angaben des deutschen Journalisten Joachim Jauer bereits zurückgebaut worden. Er wird heute im Beisein internationaler Medienvertreter noch einmal zerschnitten.[6][7]

### Donnerstag, 4. Mai 1989
- Aachen/Deutschland: Der 1915 in der Schweiz geborene und 1940 nach Taizé in Frankreich übergesiedelte Frère Roger wird mit dem Karlspreis ausgezeichnet. In seinem „Vorbild des Vertrauens, der Versöhnung und der Gemeinschaft“ sehen die Verleiher „das notwendige Fundament der gesamten europäischen Einigung“. Frère Roger ist Gründer der ökumenischen Ordensgemeinschaft von Taizé.[8]

### Freitag, 5. Mai 1989
- Straßburg/Frankreich: Finnland tritt als 23. Mitgliedstaat dem Europarat bei.[9]

### Samstag, 6. Mai 1989
- Dresden/Deutschland: Die SG Dynamo Dresden steht wegen eines nicht einholbar besseren Torverhältnisses gegenüber dem Berliner FC Dynamo sowie dem FC Hansa Rostock vorzeitig als Meister der Fußball-Oberliga der DDR 1989 fest und beendet eine zehnjährige Phase, in der ausschließlich der Berliner FC Dynamo die Oberliga-Meisterschaft gewann.[10]
- Lausanne/Schweiz: Die Gruppe Riva gewinnt im Palais de Beaulieu für Jugoslawien das Finale im 34. Grand Prix Eurovision de la Chanson.[11]

### Sonntag, 7. Mai 1989
- Berlin/Deutschland: Als Ergebnis der heutigen Kommunalwahlen in der DDR verkündet der Leiter der Wahlkommission Egon Krenz eine Zustimmung von 98,85 % zur Nationalen Front, der einzigen „zur Auswahl“ stehenden Liste. Viele Bürger nehmen ihr Recht auf eine Überprüfung der Stimmenauszählung wahr und zeigen sich überrascht vom verkündeten Ergebnis. Trotz der offensichtlichen Wahlfälschung reagiert die regierende SED nicht auf die Vorwürfe der Zeugen der Auszählung. Auf staatlicher Ebene werden die Skeptiker u. a. als „feindliche Gruppen“ tituliert.[12][13][14]
- Hamburg/Deutschland: Mit einem geplanten Budget von 48 Millionen D-Mark feiert die Freie und Hansestadt an der Elbe den 800. „Geburtstag“ ihres Hafens.[15]
- Leipzig/Deutschland: Am Tag der Kommunalwahlen in der DDR besuchen mehrere 1.000 Menschen ein Volksfest, das von so genannten oppositionellen „Basisgruppen“ organisiert wurde. Die meisten der Besucher aktivierte das Ministerium für Staatssicherheit extra zur Eindämmung pro-demokratischer Proteste. 76 Demonstranten werden verhaftet.[16]

### Mittwoch, 10. Mai 1989
- Bern/Schweiz: Der FC Barcelona gewinnt den Fußball-Europapokal der Pokalsieger durch einen 2:0-Finalsieg gegen Sampdoria Genua.[17]

### Samstag, 13. Mai 1989
- Peking/China: In Erwartung des Staatsbesuchs des De-facto-Staatsoberhaupts der Sowjetunion Michail Gorbatschow treten in der Nähe des Tors des Himmlischen Friedens 160 Studenten in einen öffentlichkeitswirksamen Hungerstreik. Bisher bot die Führung der regierenden Kommunistischen Partei den Studenten trotz wochenlanger Demonstrationen keinen Dialog über die eingeforderte Ausweitung von Bürgerrechten an.[18]

### Montag, 15. Mai 1989

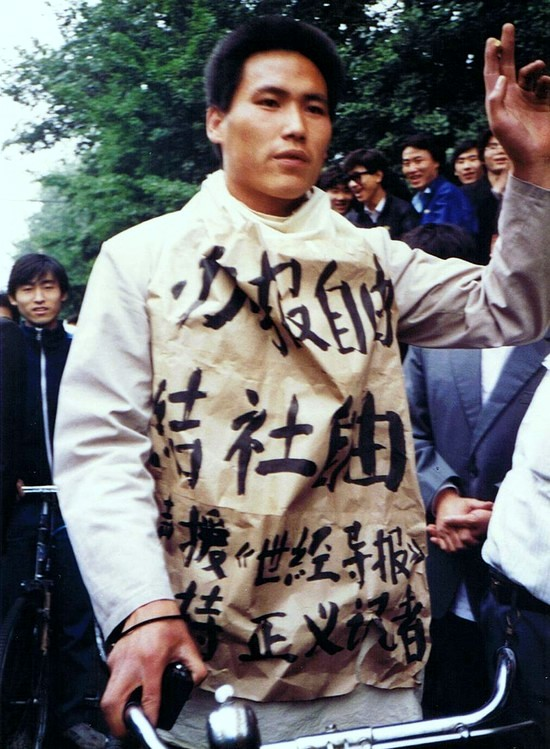
Demonstrant für mehr Bürgerrechte in der Volksrepublik China

- Belgrad/Jugoslawien: Janez Drnovšek vom Bund der Kommunisten löst seinen Parteikollegen Raif Dizdarević als Vorsitzender des Präsidiums der SFR Jugoslawien ab und wird neues Staatsoberhaupt der Republik.[19]
- Bern/Schweiz: Der Titelverteidiger Grasshopper Club Zürich gewinnt das Final im Schweizer Cup der Fussballer mit 2:1 gegen den FC Aarau.[20]
- Peking/China: Nach knapp 30 Jahren diplomatischer „Eiszeit“ trifft mit Michail Gorbatschow erstmals ein hochrangiger Politiker der Kommunistischen Partei der Sowjetunion zu einem Besuch in China ein. Die Führung der Kommunistischen Partei Chinas empfängt ihn allerdings nur auf dem Flughafen und hält ihn von der Innenstadt fern, da im Stadtkern Studentenproteste stattfinden. Die Demonstrierenden fordern mehr persönliche Freiheiten für alle Bürger der Volksrepublik.[21][22]

### Mittwoch, 17. Mai 1989
- Stuttgart/Deutschland: Der SSC Neapel gewinnt den Fußball-UEFA-Cup nach einem 3:3 im Final-Rückspiel gegen den VfB Stuttgart, nachdem das Hinspiel 2:1 für die Napoletani endete.[23]

### Samstag, 20. Mai 1989
- Peking/China: Ministerpräsident Li Peng von der Kommunistischen Partei erklärt angesichts der hauptsächlich von Studenten getragenen Proteste für gesellschaftliche Liberalisierung das Kriegsrecht.[24]
- Wien/Österreich: Die Delegierten des Bundesparteitags der ÖVP wählen Vizekanzler Josef Riegler in Nachfolge von Alois Mock zum neuen Bundesparteiobmann. Mock unterrichtete die Parteispitze am 16. April über seinen Entschluss, das Amt nach mehr als neun Jahren zur Verfügung zu stellen.[25][26]

### Montag, 22. Mai 1989
- Odisha/Indien: Der Test der militärischen Rakete „Agni“ mit einer Reichweite von 1.300 km verläuft erfolgreich. Agni ist eine indische Eigenentwicklung. Die Vereinigten Staaten und China erneuern ihre Kritik am indischen Raketenprogramm, da es zur Destabilisierung der Lage in Asien beitrage und wahrscheinlich der sichtbare Teil eines Atomprogramms sei.[27]

### Dienstag, 23. Mai 1989

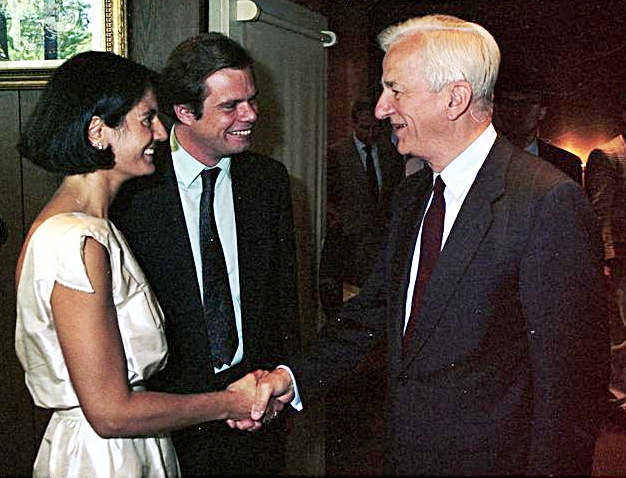
Richard von Weizsäcker (rechts)

- Bonn/Deutschland: Die Bundesversammlung bestätigt mit 881 von 1.022 gültigen Stimmen Richard von Weizsäcker (CDU) fünf Jahre nach dessen Amtsantritt in einer Wahl ohne Gegenkandidaten als Bundespräsident.[28]
- Innsbruck/Österreich: Der FC Swarovski Tirol gewinnt das Rückspiel im Finale des ÖFB-Cups 6:2 gegen den FC Admira/Wacker Wien und wird, nach einer 0:2-Niederlage im Hinspiel, Österreichischer Fußballpokalsieger 1989.[29]

### Mittwoch, 24. Mai 1989
- Barcelona/Spanien: Der AC Mailand gewinnt den Fußball-Europapokal der Landesmeister durch einen 4:0-Finalsieg gegen den FC Steaua Bukarest.[30]
- Cannes/Frankreich: Der Film Sex, Lügen und Video des amerikanischen Regisseurs Steven Soderbergh wird bei den 42. Internationalen Filmfestspielen mit der Palme d’or ausgezeichnet.[31]

### Donnerstag, 25. Mai 1989
- Montreal/Kanada: Der Stanley Cup der nordamerikanischen Eishockey-Profiliga NHL geht in diesem Jahr an die Calgary Flames, die das sechste und entscheidende Spiel der Finalserie gegen die Canadiens de Montréal mit 4:2 für sich entscheiden.[32]

### Freitag, 26. Mai 1989
- Innsbruck/Österreich: Der FC Swarovski Tirol aus Innsbruck steht nach einem 2:2 gegen den FC Admira/Wacker Wien vorzeitig als Österreichischer Fußballmeister 1989 fest.[33]

### Mittwoch, 31. Mai 1989
- Brüssel/Belgien: Die Europäische Kommission entscheidet zum Abschluss des Verfahrens über Italiens Subventionen an den Kfz-Hersteller Alfa Romeo, dass die staatliche Hilfe aus verschiedenen Gründen gegen die Bedingungen des Binnenmarkts verstieß. Die Kommission stellt fest, dass Alfa Romeo insgesamt 376,4 Milliarden Lire zukamen, und verpflichtet die Republik Italien, das Geld von den Empfängern zurückfordern.[34]
- Mainz/Deutschland: Während seines gestern begonnenen Staatsbesuchs in Deutschland sagt US-Präsident George Bush in einer Rede an die Bevölkerung: „Die Teilung Europas führte zum Kalten Krieg. Er kann erst zu Ende gehen, wenn Europa ungeteilt ist.“[35][36]
- Neuchâtel/Schweiz: Der FC Luzern wird Schweizer Fussballmeister 1989 durch einen 1:0-Sieg beim Neuchâtel Xamax FC am vorletzten Spieltag. Es ist der erste nationale Meistertitel der Zentralschweizer.[37][38]

## Weblinks

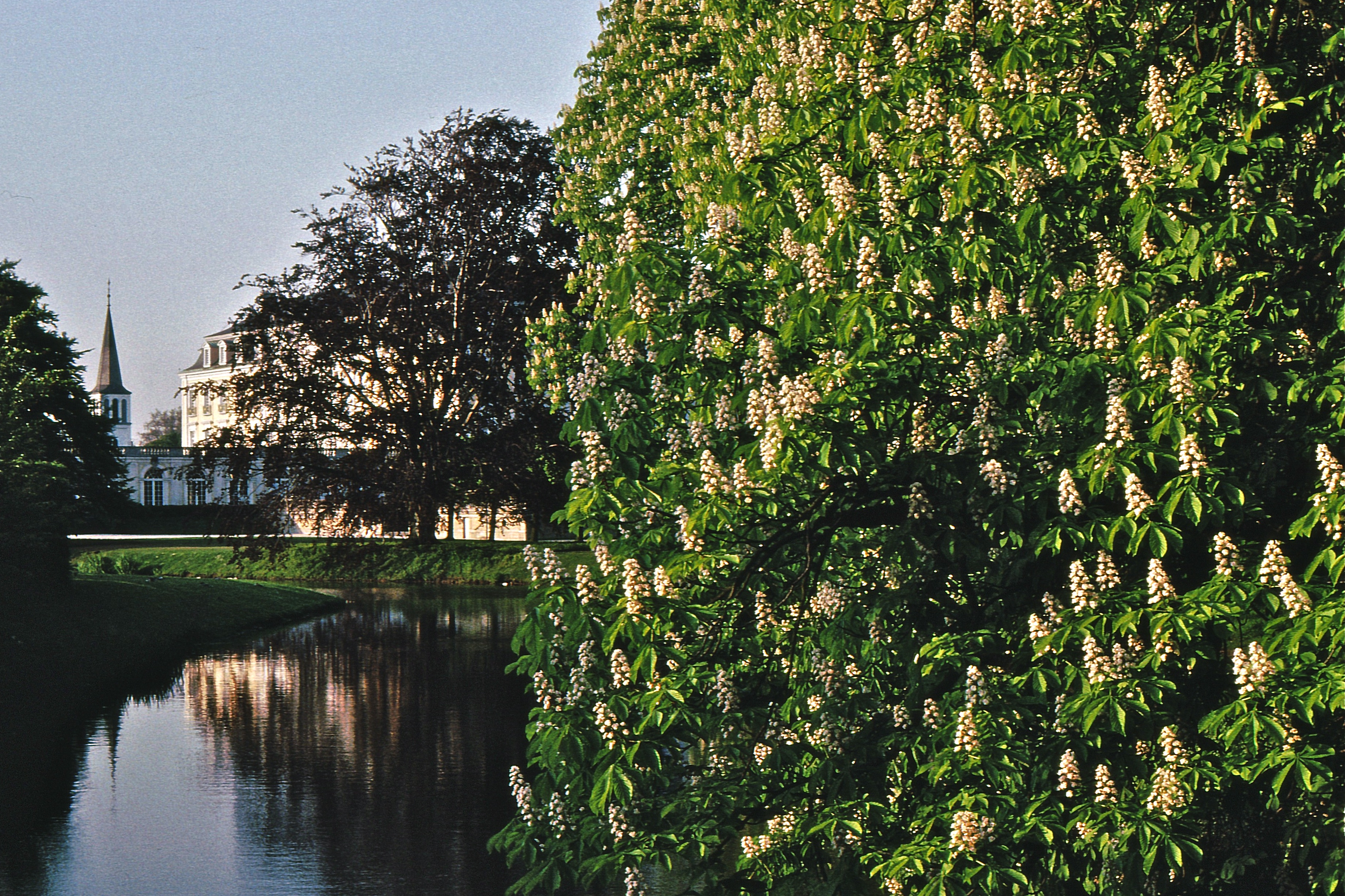
Nordrhein-Westfalen im Mai 1989